# Sni-A-Bar Township (comté de Jackson, Missouri)
Pour les articles homonymes, voir Sni-A-Bar.
Sni-A-Bar Township est un ancien township, situé à l'ouest, du comté de Jackson, dans le Missouri, aux États-Unis,.
Le township fondé en 1834 est baptisé en référence à la rivière Sni-A-Bar Creek (en).

### Source de la traduction
- (en) Cet article est partiellement ou en totalité issu de l’article de Wikipédia en anglais intitulé « Sni-A-Bar Township, Jackson County, Missouri » (voir la liste des auteurs).